# Alpheus Felch

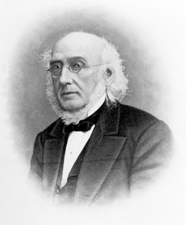
Alpheus Felch

Alpheus Felch (* 28. September 1804 in Limerick, York County, Massachusetts; † 13. Juni 1896 in Ann Arbor, Michigan) war ein US-amerikanischer Jurist und Politiker und von 1846 bis 1847 der fünfte Gouverneur des Bundesstaates Michigan.

## Frühe Jahre und Aufstieg in Michigan
Nach dem frühen Tod seiner Eltern wuchs der im heutigen Maine geborene Alpheus Felch bei seinem Großvater auf. Er besuchte die Phillips Academy in New Hampshire und dann bis 1827 das Bowdoin College. Nach einem Jurastudium und seiner 1830 erfolgten Zulassung als Rechtsanwalt begann er in Houlton in diesem Beruf zu arbeiten.
Im Jahr 1833 zog Felch nach Monroe im Michigan-Territorium. Dort war er ebenfalls als Rechtsanwalt tätig. Als Mitglied der Demokratischen Partei nahm er fortan am politischen Leben in seiner neuen Heimat teil. Zwischen 1835 und 1837 saß er als Abgeordneter im Repräsentantenhaus von Michigan. Danach war er bis 1839 Staatsbeauftragter für das Bankenwesen (State Bank Commissioner) und 1842 für einige Wochen Auditor General seines Staates. Zwischen 1842 und 1845 war er Richter am Michigan Supreme Court. Im Jahr 1845 wurde er als Kandidat seiner Partei zum neuen Gouverneur gewählt.

## Gouverneur und Senator

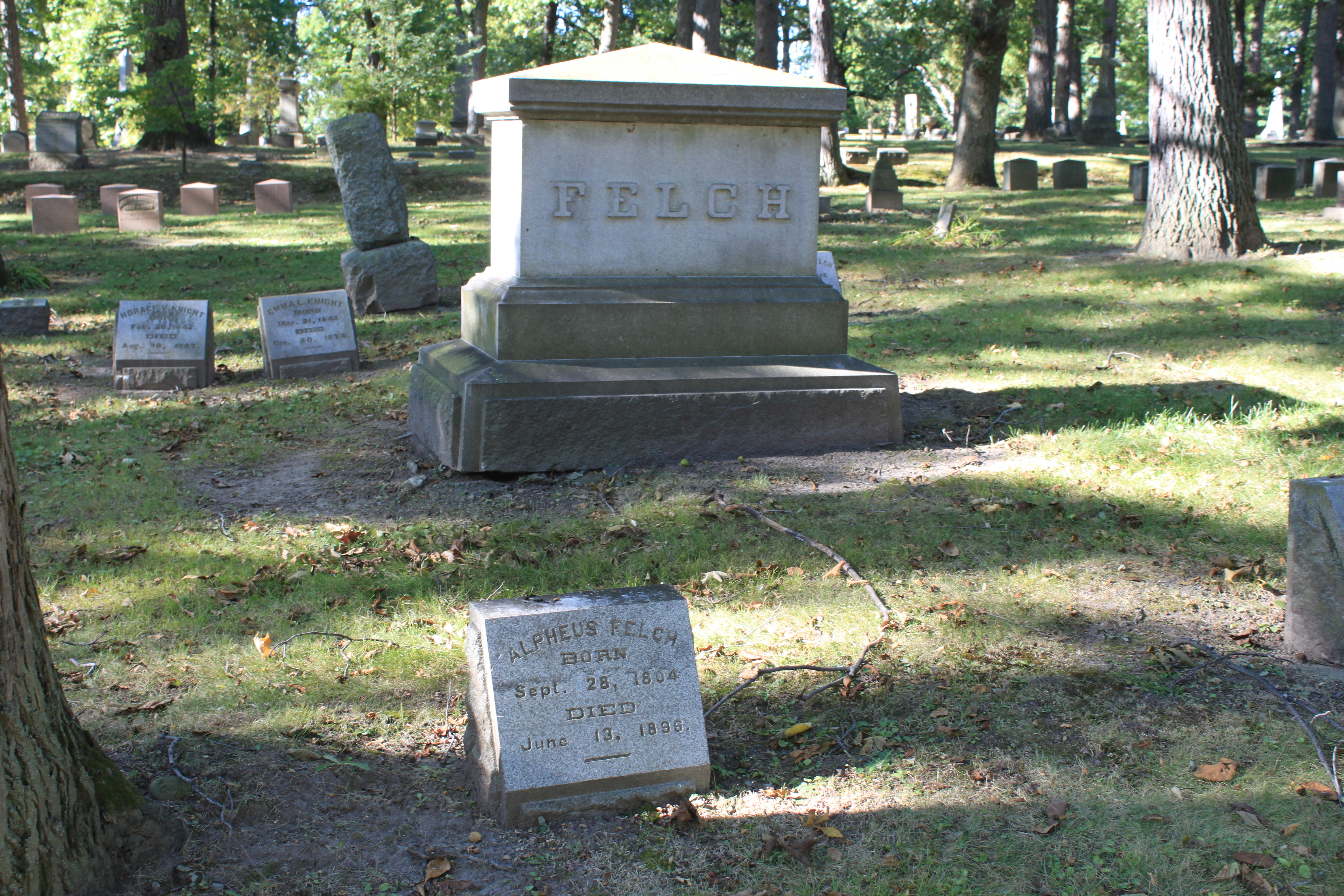
Felchs Grab in Ann Arbor

Alpheus Felch trat sein neues Amt am 5. Januar 1846 an. In seiner Amtszeit wurde die Hauptstadt des Staates von Detroit nach Lansing verlegt und einige Gesetze wurden neu überarbeitet. Bereits ein Jahr nach seiner Wahl zum Gouverneur kandidierte Felch für den US-Senat. Nach seiner erfolgreichen Wahl trat er am 3. März 1847 zurück, um seinen Sitz im Kongress einzunehmen. Seine angebrochene Amtszeit als Gouverneur von Michigan wurde von Vizegouverneur William L. Greenly beendet.
Zwischen 1847 und 1853 übte Felch sein Mandat als Senator in Washington, D.C. aus. Dann wurde er von Präsident Franklin Pierce in eine Kommission berufen, die über noch offene Grenzprobleme zwischen den USA und Mexiko verhandeln sollte. Felch blieb bis 1856 Mitglied dieser Kommission. Danach kehrte er nach Ann Arbor zurück, wo er wieder als Anwalt praktizierte. Im Jahr 1856 bewarb er sich erfolglos um die Rückkehr in das Amt des Gouverneurs. Zwischen 1879 und 1883 war Felch Professor an der University of Michigan. Er war mit Lucretia W. Lawrence verheiratet, mit der er vier Kinder hatte.